# Прозиметр
Прозиме́тр (лат. prosimetrum) — литературная форма, соединяющая внутри одного произведения прозаические и стихотворные фрагменты.
Основателем прозиметров традиционно считается Менипп Гадарский (его сочинения не сохранились). В латинской литературе прозиметрами на манер Мениппа начал писать Варрон (из 150 его менипповых сатир сохранилось около 600 фрагментов, но ни одна сатира не сохранилась целиком), добавив к смеси прозы со стихами также смесь латинского и греческого языков. К известным (и сохранившимся) примерам прозиметрии относятся «Утешение философией» Боэция, «О бракосочетании Филологии и Меркурия» Марциана Капеллы, «Книга о христианских правителях» Седулия Скотта, «Житие святого Галла» Ноткера Заики, «История норманнов» Дудо Сен-Кантенского, «История завоевания Константинополя» Гунтера Пэрисского, «Плач природы» (De planctu naturae) Алана Лилльского, «Новая жизнь» Данте, «Комедия нимф» (др. назв. — «Амето», 1341-42) Боккаччо, «Аркадия» Якопо Саннадзаро (1504; 2-я ред. 1514) и многие другие.
Принцип прозиметрии широко использовался в драматургии — в частности, в пьесах Уильяма Шекспира, А. С. Пушкина, А. К. Толстого.